# ویتسبورگ (آرکانزاس)
ویتسبورگ (به انگلیسی: Wittsburg) یک منطقهٔ مسکونی در ایالات متحده آمریکا است که در شهرستان نیوکراس، آرکانزاس واقع شده‌است. ویتسبورگ ۷۸٫۹۴ متر بالاتر از سطح دریا واقع شده‌است.